# Oxalsäurediethylester
Oxalsäurediethylester ist eine chemische Verbindung (genauer ein Oxalat, also ein Ester der Oxalsäure), die vor allem zur Herstellung von Arzneistoffen eingesetzt wird.

## Gewinnung und Darstellung
Oxalsäurediethylester kann durch Veresterung von Oxalsäure mit Ethanol unter Wasserentzug gewonnen werden.

## Eigenschaften
Oxalsäurediethylester ist eine farblose, aromatisch riechende, brennbare Flüssigkeit. Bei Kontakt mit Wasser erfolgt langsame Hydrolyse zu Oxalsäure und Ethanol.

## Verwendung
Oxalsäurediethylester wird verwendet als:
- Zwischenprodukt zur Herstellung von Pharmazeutika (z. B. für Methyloxamidsäure, Phenobarbital[7], Sulfadoxin) und anderen Chemikalien (Farbstoffe, Agrochemikalien)
- Chelatbildner in Kosmetika (wirkt auch weichmachend/haarkonditionierend)
- Schulchemikalie (Demonstration der Verseifung von Estern und Substitutionsreaktionen)
- Lösungsmittel für Harze